# قلة العظام
قلة العظام (يُفضل أن تُعرف بانخفاض كتلة العظام، أو انخفاض كثافة العظام) هي حالة تنخفض فيها كثافة العظام المعدنية. قد يكون الأشخاص المصابون بقلة العظام أكثر عرضة للإصابة بالكسور، لأن عظامهم أضعف من عظام غيرهم، وقد تتطوّر حالتهم إلى هشاشة عظام. يعاني 43 مليون شخص من كبار السن في الولايات المتحدة من هشاشة العظام بحسب إحصاءات عام 2010. على عكس هشاشة العظام، لا تسبب قلة العظام عادة أعراضًا، ولا يعتبر فقدان كثافة العظام في حد ذاته مؤلمًا.
لا يوجد سبب واحد لهشاشة العظام، على الرغم من وجود العديد من عوامل الخطر منها قابلة للتعديل (كالنظام الغذائي واستخدام بعض الأدوية مثلًا)، أو غير قابلة للتعديل (كفقدان كتلة العظام مع تقدم العمر مثلًا). قد يساعد مقياس امتصاص الأشعة ثنائي البواعث في اكتشاف ودراسة تطور انخفاض كثافة العظام لدى الأشخاص ذوي الخطورة العالية. يمكن أن تبدأ الوقاية من انخفاض كثافة العظام في وقت مبكر من الحياة، وتتضمن نظامًا غذائيًا صحيًا وممارسة تمارين تحمّل الوزن، بالإضافة إلى تجنب التبغ والكحول. يعتبر تدبير قلة العظام مثيرًا للجدل: يتضمن العلاج غير الدوائي الحفاظ على كتلة العظام الموجودة من خلال السلوكيات الصحية (تعديل النظام الغذائي، وممارسة التمارين الرياضية، وتجنب أو الإقلاع عن التدخين وتناول الكحول بكثرة). يؤخَذ علاج قلة العظام الدوائي في عين الاعتبار في بعض الحالات، ولكنه لا يخلو من المخاطر، ويتضمن البيفوسفونات والعديد من الأدوية الأخرى. بشكل عام يجب أن يؤخَذ قرار العلاج لكل مريض بعد تحديد ودراسة عوامل خطر الإصابة بالكسور لديه.

## الفحص والتشخيص
توصي الجمعية الدولية لقياس الكثافة السريري (آي إس سي دي) إلى جانب المؤسسة الوطنية لهشاشة العظام باختبار «دي إكس إيه» لكل من كبار السن (النساء فوق 65 عام والرجال فوق 70 عام) والبالغين ذوي عوامل الخطر لكتلة العظام المنخفضة، أو ذوي كسور الهشاشة السابقة. يستخدم فحص «دي إكس إيه» (مقياس امتصاص الأشعة السينية ثنائي البواعث) أحد أشكال تقنيات الأشعة السينية، ويوفر نتائج دقيقة لكثافة المعادن في العظام فضلًا عن التعرض المنخفض للإشعاع.
توصي فرقة العمل الوقائية في الولايات المتحدة بفحص هشاشة العظام للنساء اللاتي تزيد أعمارهن عن 65 عام، وتفيد بعدم وجود أدلة كافية لدعم فحص الرجال. يتمثل الهدف الرئيسي للفحص في الوقاية من الكسور. تجدر الملاحظة إلى أن توصيات فحص «يو إس بّي إس تي إف» مخصصة لهشاشة العظام، وليس قلة العظام بشكل خاص.
توصي المؤسسة الوطنية لهشاشة العظام باستخدام اختبار «دي إكس إيه» المركزي (للعمود الفقري والورك) من أجل قياس دقيق لكثافة العظم، مع التأكيد على عدم استخدام الماسحات المحيطية أو «الخاصة بالفحص» بهدف إيجاد تشخيصات هادفة سريريًا، إذ لا يمكن مقارنة فحوصات «دي إكس إيه» المركزية والمحيطية ببعضها البعض.
يمكن استخدام ماسحات «دي إكس إيه» بهدف تشخيص قلة العظام أو هشاشة العظام بالإضافة إلى قياس الكثافة العظمية بمرور الزمن مع تقدم الأفراد في السن أو خضوعهم لعلاج طبي أو تغير في نمط حياتهم.
تعمل المعلومات الواردة من ماسح «دي إكس إيه» على إنشاء درجة «تي» لكثافة المعادن في العظام من خلال مقارنة كثافة عظام المريض مع تلك العائدة إلى شخص يافع سليم. تشير درجة كثافة العظام مع انحراف معياري 1 و2.5 تحت المرجع، أو درجة «تي» بين -1.0 و-2.5، إلى قلة العظام (تشير درجة «تي» الأصغر من -2.5 أو المساوية لها إلى هشاشة العظام). قد لا يكون حساب درجة «تي» نفسها موحدًا. توصي «آي إس سي دي» باستخدام النساء القوقازيات البالغات 20-29 عام من العمر كخط أساس لكثافة العظام دلى جميع المرضى، لكن لا تتبع جميع المنشآت هذه التوصية.
توصي «آي إس سي دي» أيضًا باستخدام درجة «زد»، بدلًا من درجة «تي»، من أجل تصنيف كثافة العظام لدى النساء في فترة ما قبل الإياس والرجال دون سن 50 عام.

## لمحة تاريخية
يعود مصطلح أوستيوبينيا (قلة العظام) إلى الكلمتين اليونانيتين ὀστέον (أوستيون)، أي «عظم»، وπενία (بينيا)، أي «فقر»، ويمثل حالة العظام الممعدنة بشكل شبه طبيعي، عادةً ما ينتج هذا عن تجاوز معدل التحلل العظمي معدل تخليق المطرس العظمي. انظر أيضًا هشاشة العظام.
في يونيو 1992، عرّفت منظمة الصحة العالمية قلة العظام. صرح اختصاصي وبائيات هشاشة العظام في مايو كلينك، ممن شاركوا في وضع المعيار في عام 1992، بأن «المقصود مقتصر على الإشارة إلى ظهور مشكلة»، وأفاد بأن «المعيار ليس له أي أهمية تشخيصية أو علاجية محددة. وُضع فقط للإشارة إلى مجموعة ضخمة من الأشخاص الذين يبدون معرضين للخطر».

## عوامل الخطر

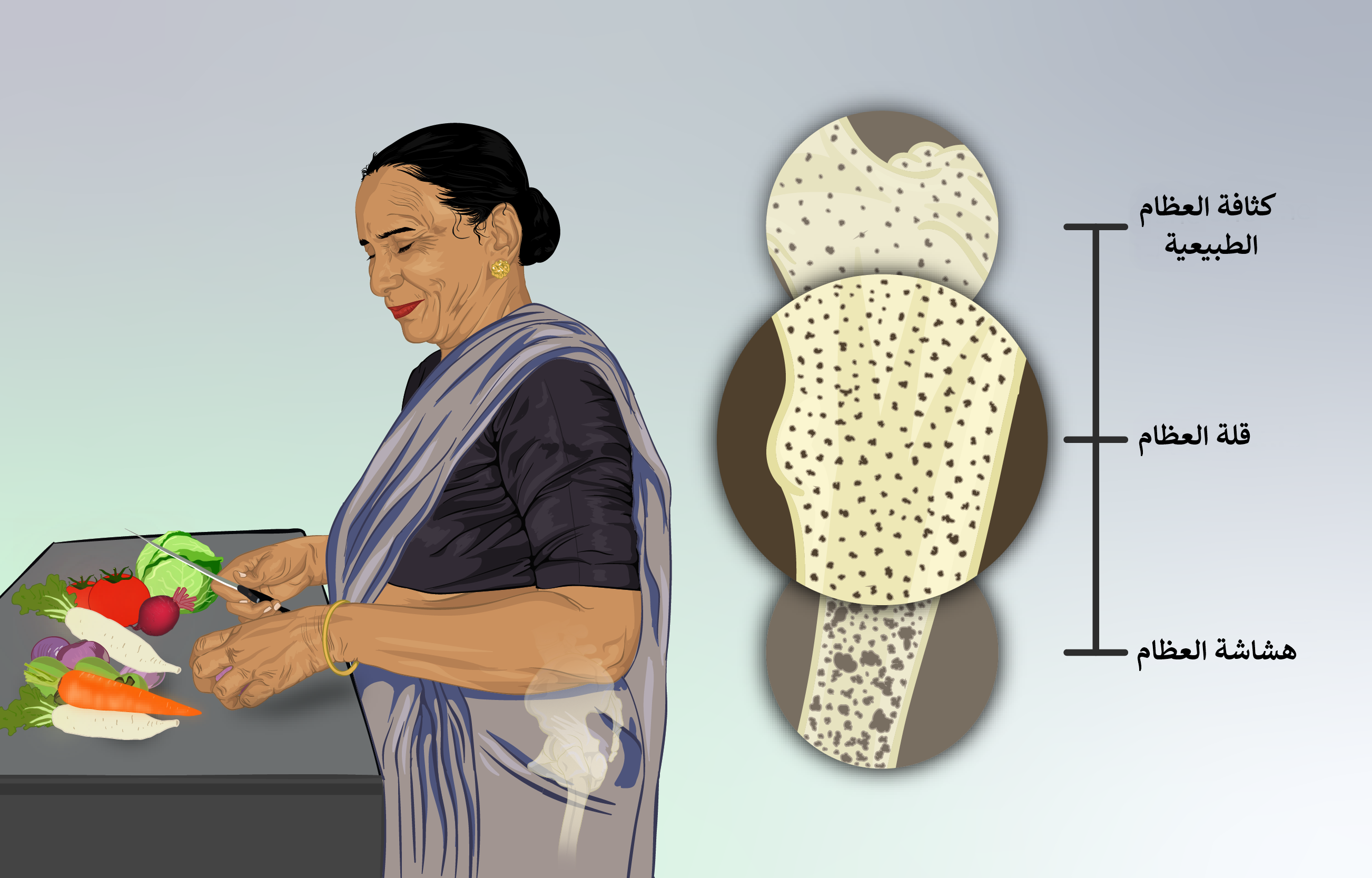
تحصل قلة العظام ضمن مجالٍ من كثافة العظام الطبيعيى حتى كثافة العظام المنخفضة الخطرة (هشاشة العظام).

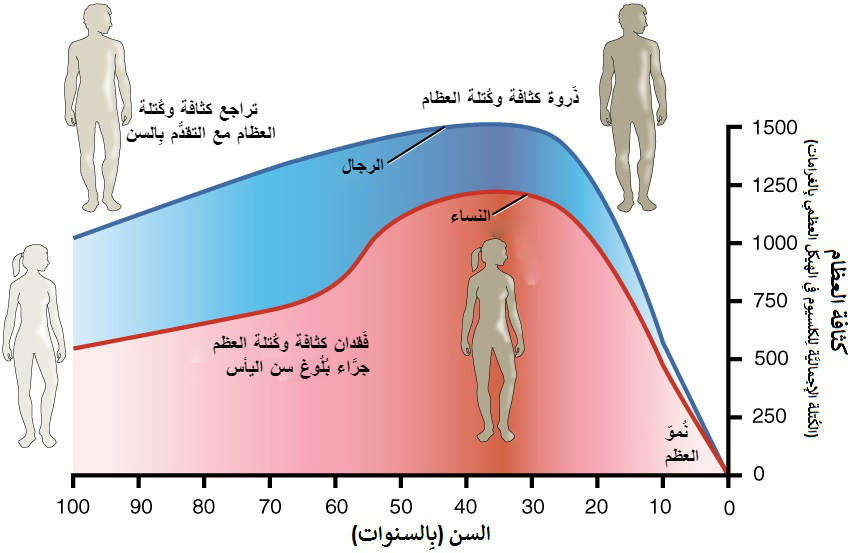
تبلغ كثافة العظام ذروتها عند عمر 35 عامًا ثم تتناقص مع تقدم العمر.

تُصنَّف عوامل الخطر للإصابة بقلة العظام إلى عوامل ثابتة (غير قابلة للتعديل)، وأخرى قابلة للتعديل. قد تكون قلة العظام أيضًا ثانوية لأمراض أخرى.

### عوامل الخطر غير القابلة للتعديل (ثابتة)
- العمر: تبلغ كثافة العظام ذروتها في سن 35 عام، ثم تنخفض بعد ذلك. تنخفض كثافة العظام لدى كل من الرجال والنساء.
- العرق: يمتلك الأوروبيون والآسيويون معدلات خطر أعلى للإصابة بقلة العظام.
- الجنس: النساء أكثر عرضة للإصابة، لا سيما عند دخولهن في سن يأس مبكر.
- التاريخ العائلي: يزيد خطر الإصابة بقلة العظام عند وجود قصة عائلية.

### عوامل الخطر القابلة للتعديل (سلوكية)
- التدخين
- تعاطي الكحول
- نقص النشاط أو الخمول لا سيّما تمارين تحمل الوزن أو المقاومة[16][17]
- وارد السعرات الحرارية غير الكافي: يمكن ربط قلة العظام بثالوث الأنثى الرياضية، الذي يتطوّر عند الرياضيات، إذ يعانين من عوز الطاقة، وعدم انتظام الدورة الشهرية، وانخفاض كثافة العظام المعدنية.
- نظام غذائي فقير بالعناصر الغذائية (خاصة الكالسيوم وفيتامين د)

### أمراض أخرى
- الداء البطني (بسبب سوء امتصاص الكالسيوم وفيتامين د)
- فرط نشاط الغدة الدرقية[18]
- القهم العصبي[19]

### الأدوية
- الستيروئيدات
- مضادات الاختلاج

## الوقاية
يمكن أن تبدأ الوقاية من انخفاض كثافة العظام في وقت مبكر من الحياة عن طريق زيادة كثافة العظام إلى حدها الأقصى. بمجرد أن يفقد الشخص كثافة العظام، تصبح هذه الخسارة عادةً غير قابلة للرد، لذا من الضروري اتّباع مجموعة من الإجراءات للحد من انخفاض كثافة العظام، ومنها:
- ممارسة الرياضة وخاصة تمارين حمل الأثقال وتمارين المقاومة.[13][12]
- تناول مقدار كافٍ من السعرات الحرارية.
- كمية كافية من الكالسيوم في النظام الغذائي: قد يكون لدى كبار السن احتياجات متزايدة من الكالسيوم، وتجدر الإشارة إلى أن بعض الحالات الطبية كالداء البطني وفرط نشاط الغدة الدرقية مثلًا يمكن أن تؤثر على امتصاص الكالسيوم.
- تناول كمية كافية من فيتامين د.
- تعويض الاستروجين (العلاج باستخدام الهرمونات البديلة).
- تجنب الستيروئيدات.
- الحد من تعاطي الكحول والتدخين.

## العلاج الدوائي
يعتبر العلاج الدوائي لقلة العظام من المواضيع المثيرة للجدل. لا يتطلّب تشخيص قلة العظام في حد ذاته دائمًا علاجًا دوائيًا. قد يُنصح العديد من الأشخاص المصابين بقلة العظام باتباع تدابير وقائية.
يوجّه خطر الإصابة بكسر قرارات العلاج السريري: تقدر أداة تقييم مخاطر الكسور (فراكس) التابعة لمنظمة الصحة العالمية احتمال الإصابة بكسر الورك، واحتمال حدوث كسر مرضي كبير (فراكس إم أوه إف)، الذي يمكن أن يحدث في عظام أخرى غير الورك. لحساب احتمال تطوّر كسر عظم الورك أو فراكس يجب أخذ العمر، وخصائص الجسم، وسلوك المريض، وقصته المريضة، بالإضافة إلى كثافة العظام لديه (مقياس تي) في عين الاعتبار.
توصي المؤسسة الوطنية لهشاشة العظام (إن أوه إف) اعتبارًا من عام 2014 بالعلاج الدوائي للنساء بعد سن اليأس، والرجال الذين تزيد أعمارهم عن 50 عامًا مع احتمال كسر مفصل الورك خلال عشر سنوات أو فراكس أكبر أو يساوي 3%، أو احتمال الإصابة بكسر مرَضي كبير أكبر أو يساوي %20. بدءًا من عام 2016، وافقت الجمعية الأمريكية لأطباء الغدد الصماء والكلية الأمريكية لطب الغدد الصماء على ما ذُكِر. أوصت الكلية الأمريكية للأطباء في عام 2017 بمقاربة كل مريض بشكل فردي، وتحديد عوامل الخطر للإصابة بالكسور، وأخذ تفضيلات المريض بعين الاعتبار، لأخذ القرار ببدء العلاج الدوائي للنساء المصابات بقلة العظام فوق سن 65.
يشمل العلاج الدوائي لكثافة العظام المنخفضة مجموعة من الأدوية. تشمل الأدوية المستخدمة بشكل شائع البيفوسفونات (أليندرونات، وريزدرونات، وإيباندرونات)، أشارت بعض الدراسات إلى انخفاض خطر الإصابة بالكسور وزيادة كثافة العظام بعد العلاج بالبيفوسفونات. تشمل الأدوية الأخرى مُعدِّلات مستقبلات هرمون الاستروجين الانتقائية (رالوكسيفين)، والإستروجين (استراديول)، والكالسيتونين، ونظائر البروتين المرتبط بالهرمون الدُريقي (أبالوباراتيد، وتيريباراتيد).
لا تخلو هذه الأدوية من المخاطر. يجادل الكثيرون حول ضرورة مقاربة خطر تطوّر كسر لدى كل مريض بشكل فردي، لا علاج أولئك الذين يعانون من هشاشة العظام على أنهم يمتلكون نفس درجة الخطورة. ذكرت مقالة افتتاحية في مجلة حوليات الطب الداخلي عام 2005 أن الهدف من استخدام أدوية هشاشة العظام هو تفادي الكسور. ويمكن تحقيق ذلك فقط من خلال علاج المرضى الذين يُحتمل إصابتهم بكسر، وليس عن طريق تقييم مقياس تي لديهم.